# Alexander Koke
Alexander Koke (* 2. April 1979 in Detmold) ist ein deutscher Handballtrainer und ehemaliger Handballspieler.

## Spieler

### Vereinsmannschaften
Koke wurde überwiegend auf der Position Rückraum Mitte eingesetzt. Beim Erstligisten TBV Lemgo war er als Linksaußen aktiv. Er begann seine sportliche Karriere in der Jugend des TBV Lemgo und spielte dann bis 1999 beim Regionalligisten TuS 97 Bielefeld-Jöllenbeck. Von 1999 bis 2002 spielte Koke für den TBV Lemgo in der Bundesliga. Anschließend spielte er von 2002 bis Juni 2004 bei der MSG Melsungen/Böddiger, von Juli 2004 bis Juni 2008 spielte er beim TSV Bayer Dormagen und von Juli 2008 bis November 2009 beim in der Handball-Regionalliga spielenden SVH Kassel. Von November 2009 bis Ende 2011 war Alexander Koke beim ThSV Eisenach aktiv; sein Engagement beim ThSV Eisenach endete nach juristischen Auseinandersetzungen vor dem Arbeitsgericht Eisenach mit einem Vergleich. Ab Januar 2012 spielte er bei der TG Münden, die er auch trainierte. In der Saison 2012/13 war er mit 233 Toren bester Werfer der Staffel Ost der 3. Liga.

### Nationalmannschaft
Alexander Koke war auch Junioren-Nationalspieler der deutschen Handballnationalmannschaft. Koke war zwar für die Jugend-Nationalmannschaft nominiert, hat jedoch kein Spiel für Deutschland bestritten.

## Trainer
Beim ThSV Eisenach trainierte er die männliche C-Jugend, mit der er thüringischer Landesmeister wurde. In Hann. Münden war er als Spielertrainer aktiv. Koke, der eine A-Lizenz besitzt, ist seit 2014 als Co-Trainer beim TuS Ferndorf tätig. In Saison 2016/17 trainierte Koke den TSV Bayer Dormagen, bei dem er ebenfalls als Spieler aktiv war. Anschließend gab er seinen Trainerposten aus beruflichen Gründen ab. Seit dem Jahr 2018 ist er als Co-Trainer bei der deutschen Junioren-Nationalmannschaft tätig. Im März 2020 übernahm Koke zusätzlich das Co-Traineramt der deutsche Frauen-Nationalmannschaft. Beim Auftaktspiel der Europameisterschaft 2020 vertrat Koke den Bundestrainer Henk Groener, der aufgrund seiner COVID-19-Erkrankung fehlte. Im Juli 2022 beendete Koke seine Co-Trainertätigkeit bei der Frauennationalmannschaft, übte aber weiter das Co-Traineramt der Juniorennationalmannschaft aus.

## Auszeichnungen
Bei der Sportlerwahl des Jahres 2007 der Neuß-Grevenbroicher Zeitung belegte Alexander Koke den dritten Platz.

## Sonstiges
Im Jahr 2014 promovierte Koke an der Martin-Luther-Universität Halle-Wittenberg in Sportwissenschaft mit seiner Dissertation über „Handballspezifische Leistungsdiagnostik“.